# Josh Myers
Josh Myers (Miamisburg, Ohio, 16 de julio de 1998) es un jugador profesional estadounidense de fútbol americano que se desempeña en la posición de center en Green Bay Packers, equipo de la National Football League (NFL).

## Carrera
Fue seleccionado en la segunda ronda en la Reunión Anual de Selección de Jugadores de la NFL de 2021. Hizo su debut profesional con el equipo Green Bay Packers, donde lleva jugando tres temporadas.